# كيف تزوج الشيطان من ثلاث أخوات
كيف تزوج الشيطان من ثلاث أخوات هي حكاية خيالية إيطالية وجدت في حكايات توماس فريدريك كرين الإيطالية الشعبية (1885). تم جمعها ونشرها في الأصل باللغة الألمانية بنفس الاسم عام 1866.